# Jevgenyij Alekszandrovics Busmanov
Jevgenyij Alekszandrovics Busmanov (oroszul: Евгений Александрович Бушманов; Tyumeny, 1971. november 2. –) orosz válogatott labdarúgó, edző. 

## Pályafutása

### Klubcsapatban
Pályafutását 1988-ban a Sinnyik Jaroszlavlban kezdte. 1990 és 1992 között a Szpartak Moszkvában játszott, mellyel 1992-ben megnyerte az orosz bajnokságot. 1992 és 1996 között a CSZKA Moszkva, 1997 és 1998 között a Torpedo Moszkva játékosa volt. 1998-ban visszatért a Szpartak Moszkvához, melynek színeiben három bajnoki címet (1998, 1999, 2000) szerzett. 2003-ban a Krilja Szovetov Szamara csapatában fejezte be a profi pályafutását.

### A válogatottban
1996 és 2000 között 7 alkalommal játszott az orosz válogatottban. Részt vett az 1996-os Európa-bajnokságon.

## Sikerei, díjai
Szpartak Moszkva
- Orosz bajnok (4): 1992, 1998, 1999, 2000
- Szovjet kupa (1): 1992